# La rugiada di San Giovanni
La rugiada di San Giovanni è un film del 2016 diretto da Christian Spaggiari; è ispirato all'Eccidio della Bettola avvenuto sulle colline di Reggio Emilia, la notte fra il 23 e 24 giugno del 1944 dove persero la vita 32 civili.

## Trama
Durante la seconda guerra mondiale, nella frazione di Bettola, la notte del 22 giugno 1944 un gruppo di partigiani ha il compito di minare un ponte ma non riescono nell'intento. La notte successiva il gruppo riprova a far saltare il ponte ma incontra una pattuglia di soldati tedeschi. Poco dopo lo scontro a fuoco fra i due gruppi, i tedeschi arrivano a Bettola e uccidono 32 civili.

## Produzione
Le musiche del film sono state composte da Beppe Carletti il quale ha partecipato anche come attore in una piccola parte.
Il film è stato proiettato in anteprima a Cavriago il 25 aprile 2016.